# 9244 Višnjan
9244 Visnjan là một tiểu hành tinh vành đai chính với chu kỳ quỹ đạo là 1828.3704855 ngày (5.01 năm).
Nó được phát hiện ngày 21 tháng 4 năm 1998.